# Nicolaus Wennerdahl
Nicolaus Wennerdahl, född 28 januari 1672 i Vänersnäs församling, Skaraborgs län, död 15 juni 1732 i Kuddby församling, Östergötlands län, var en svensk präst. 

## Biografi
Nicolaus Wennerdahl föddes 1672 i Vänersnäs församling. Han var son till dannemannen Mäns Jonsson och Margareta Nilsdotter på Sågaregården. Wennerdahl studerade i Skara och Göteborg. Han blev vårterminen 1699 student vid Lunds universitet och medlem i Göteborgs nation. Wennerdahl prästvigdes 25 juli 1700 till huspredikant hov generalmajoren och landshövdingen Georg Reinhold Patkul i Jönköpings län. Den 5 september 1705 blev han regementspastor vid generalmajoren Wilhelms Sinclairs regemente. Wennerdahl blev 2 maj 1717 kyrkoherde i Kuddby församling, tillträde 1718. Han avled 1732 i Kuddby församling och begravdes 5 juli samma år av prosten Petrus Wettersten, Häradshammars församling. Stoftet fördes följande vinter till Linköping och sattes ner i Linköpings domkyrka.
Wennerdahl var opponens vid prästmötet 1721.

### Familj
Wennerdahl gifte sig 23 juni 1707 med Margareta Buth (1670–1750)- Hon var dotter till kronofogden Anders Svensson Buth och Engla Hörning på Hättorp i Tjällmo församling. De fick tillsammans sonen kyrkoherden Wilhelm Anders Wennerdahl i Lofta församling.